# Puschendorf
Puschendorf este o comună din landul Bavaria, Germania.